# Marco Antonio Nazareth
Marco Antonio Nazareth (Puerto Vallarta, 12 de abril de 1986 - Puerto Vallarta, 22 de julio de 2009) fue un boxeador profesional mexicano, peleando en las 118 Ib del peso supergallo. 

## Carrera profesional
Nazareth comenzó su carrera profesional en 2005 y hasta 2009, acumuló un récord de cuatro victorias y tres derrotas en siete combates. En Guadalajara Marco recibió su primera derrota ante su compatriota Miguel Vazquez.

### Muerte
El 18 de julio de 2009, luchaba por segunda ocasión con Omar Chávez, hijo de Julio César Chávez en Puerto Vallarta. Perdió el combate por vía KO en el cuarto asalto cuando colapsó en el ring. Fue llevado al hospital e operado durante tres horas de una hemorragia cerebral. Moriría cuatro días después.